# ماریانا بناویدس
ماریانا بناویدس (انگلیسی: Mariana Benavides؛ زادهٔ ۲۶ دسامبر ۱۹۹۴) بازیکن فوتبال اهل کاستاریکا است.
وی همچنین در تیم‌های ملی فوتبال Costa Rica women's national under-20 football team و زنان کاستاریکا بازی کرده‌است.
وی در مسابقات کشوری و بین‌المللی در مجموع برندهٔ ۱ مدال برنز شده‌است.